# عملية الكتيبة
عملية الكتيبة هي سلسلة من التجارب النووية في الولايات المتحدة الأمريكية تتكون من 18 تجربة نووية أجريت بين عامي 1982-1983. سبقت هذه الاختبارات سلسلة عملية برتيوري وتلتها سلسلة عملية فوسيلير.